# Per Aunet
Per Aunet, né le 14 avril 1940 à Stjørdal, est un homme politique norvégien du Parti socialiste de gauche, un écologiste de la société norvégienne pour la conservation de la nature (NNV). Il est aussi professeur agrégé en biologie à Nord-Trøndelag University College.

## Biographie
Dans sa jeunesse, il pratique l'athlétisme et est spécialiste du 400 mètres haies. Il remporte la médaille d'argent aux championnats de Norvège en 1962 et 1968, représentant les clubs de IL Stjørdals-Blink et de Tingvoll IL. Son meilleur temps est de 53 s 1, obtenus en août 1968, au Bislett Stadion.
Il est élu au Parlement norvégien du Nord-Trøndelag en 1989, mais n'est pas réélu en 1993. Aunet est membre du conseil municipal de Levanger pendant  les périodes 1975-1979, 1979-1983, 1987-1989 et 1995-1999. Il préside la section locale du parti de 1984 à 1987 et de 1997 à 1999. Il est vice-président de NNV entre 1995 et 1997.